# Флорентино-Амегино (муниципалитет)
Муниципалитет Флорентино-Амегино  (исп. Partido de Florentino Ameghino) — муниципалитет в Аргентине в составе провинции Буэнос-Айрес.
Территория — 1825 км². Население — 8869 человек. Плотность населения — 4,88 чел./км².
Административный центр — Флорентино-Амегино.

## География
Департамент расположен на северо-западе провинции Буэнос-Айрес.
Департамент граничит:
- на северо-западе — c муниципалитетом Хенераль-Вильегас
- на северо-востоке — с муниципалитетом Хенераль-Пинто
- на юго-востоке — с муниципалитетом Линкольн
- на юге — с муниципалитетом Карлос-Техедор

## Важнейшие населенные пункты[2]
| № | Населённый пункт   | Населённый пункт (исп.) | Категория | Население чел. (2010) | На карте                        |
| - | ------------------ | ----------------------- | --------- | --------------------- | ------------------------------- |
| 1 | Флорентино-Амегино | Florentino Ameghino     | город     | 7225                  | 34°50′44″ ю. ш. 62°28′01″ з. д. |
| 2 | Блакьер            | Blaquier                | поселок   | 676                   | 34°38′11″ ю. ш. 62°28′43″ з. д. |
| 3 | Порвенир           | Porvenir                | поселок   | 156                   | 34°57′01″ ю. ш. 62°13′24″ з. д. |